# Magdalena Gwizdoń
Magdalena Gwizdoń (Cieszyn, 4 agosto 1979) è un'ex biatleta polacca.

## Biografia

### Stagioni 1996-2003
Magdalena Gwizdoń, originaria di Laliki di Milówka e attiva dalla stagione 1995-1996, in Coppa del Mondo ha ottenuto il primo risultato di rilievo il 9 dicembre 1995 a Östersund in sprint (76ª); ai Mondiali juniores di Pokljuka 1999 ha vinto la medaglia di bronzo nella staffetta e nella stessa stagione esordì ai Campionati mondiali: nella rassegna iridata di Kontiolahti/Oslo 1999 si è classificata 48ª nell'individuale, 30ª nella sprint, 35ª nell'inseguimento e 7ª nella staffetta.
Ai Mondiali di Oslo/Lahti 2000 si è piazzata 13ª nell'individuale, 64ª nella sprint e 12ª nella staffetta, a quelli di Pokljuka 2001 25ª nell'individuale, 29ª nella sprint, 40ª nell'inseguimento, 29ª nella partenza in linea e 15ª nella staffetta; ha ottenuto il primo podio in Coppa del Mondo il 16 gennaio 2003 a Ruhpolding in staffetta mista (3ª) e ai successivi Mondiali di Chanty-Mansijsk 2003 è stata 18ª nell'individuale, 57ª nella sprint e 45ª nell'inseguimento.

### Stagioni 2004-2014
Ai Mondiali di Oberhof 2004 si è classificata 15ª nell'individuale, 15ª nella sprint, 22ª nell'inseguimento, 21ª nella partenza in linea e 8ª nella staffetta, a quelli di Hochfilzen/Chanty-Mansijsk 2005 55ª nell'individuale, 16ª nella sprint, 51ª nell'inseguimento, 23ª nella partenza in linea, 12ª nella staffetta e 8ª nella staffetta mista e ai XX Giochi olimpici invernali di Torino 2006, suo esordio olimpico, si è piazzata 33ª nell'individuale, 20ª nella sprint, 21ª nell'inseguimento, 29ª nella partenza in linea e 7ª nella staffetta; nella stessa stagione ai Mondiali di Pokljuka 2006 è stata 8ª nella staffetta mista. Il 1º dicembre 2006 ha ottenuto a Östersund in sprint la prima vittoria in Coppa del Mondo e ai successivi Mondiali di Anterselva 2007 si è classificata 32ª nell'individuale, 14ª nella sprint, 17ª nell'inseguimento, 16ª nella partenza in linea, 10ª nella staffetta e 11ª nella staffetta mista; a quelli di Östersund 2008 si è piazzata 15ª nell'individuale, 7ª nella sprint, 12ª nell'inseguimento, 11ª nella partenza in linea, 7ª nella staffetta e 6ª nella staffetta mista e a quelli di Pyeongchang 2009 40ª nell'individuale, 76ª nella sprint e 6ª nella staffetta.
Ai XXI Giochi olimpici invernali di Vancouver 2010 è stata 58ª nell'individuale, 34ª nella sprint, 30ª nell'inseguimento e 11ª nella staffetta, ai Mondiali di Chanty-Mansijsk 2011 73ª nell'individuale, 31ª nella sprint, 31ª nell'inseguimento, 9ª nella staffetta e 15ª nella staffetta mista, a quelli di Ruhpolding 2012 24ª nell'individuale, 17ª nella sprint, 15ª nell'inseguimento, 29ª nella partenza in linea e 9ª nella staffetta e a quelli di Nové Město na Moravě 2013 18ª nell'individuale, 12ª nella sprint, 12ª nell'inseguimento, 27ª nella partenza in linea, 9ª nella staffetta e 9ª nella staffetta mista; il 9 marzo 2013 ha conquistato a Soči Krasnaja Poljana in sprint la sua seconda e ultima vittoria in Coppa del Mondo, nonché ultimo podio, e l'anno dopo ai XXII Giochi olimpici invernali di Soči 2014 si è classificata 31ª nell'individuale, 39ª nella sprint, 37ª nell'inseguimento, 9ª nella staffetta e 12ª nella staffetta mista.

### Stagioni 2015-2023

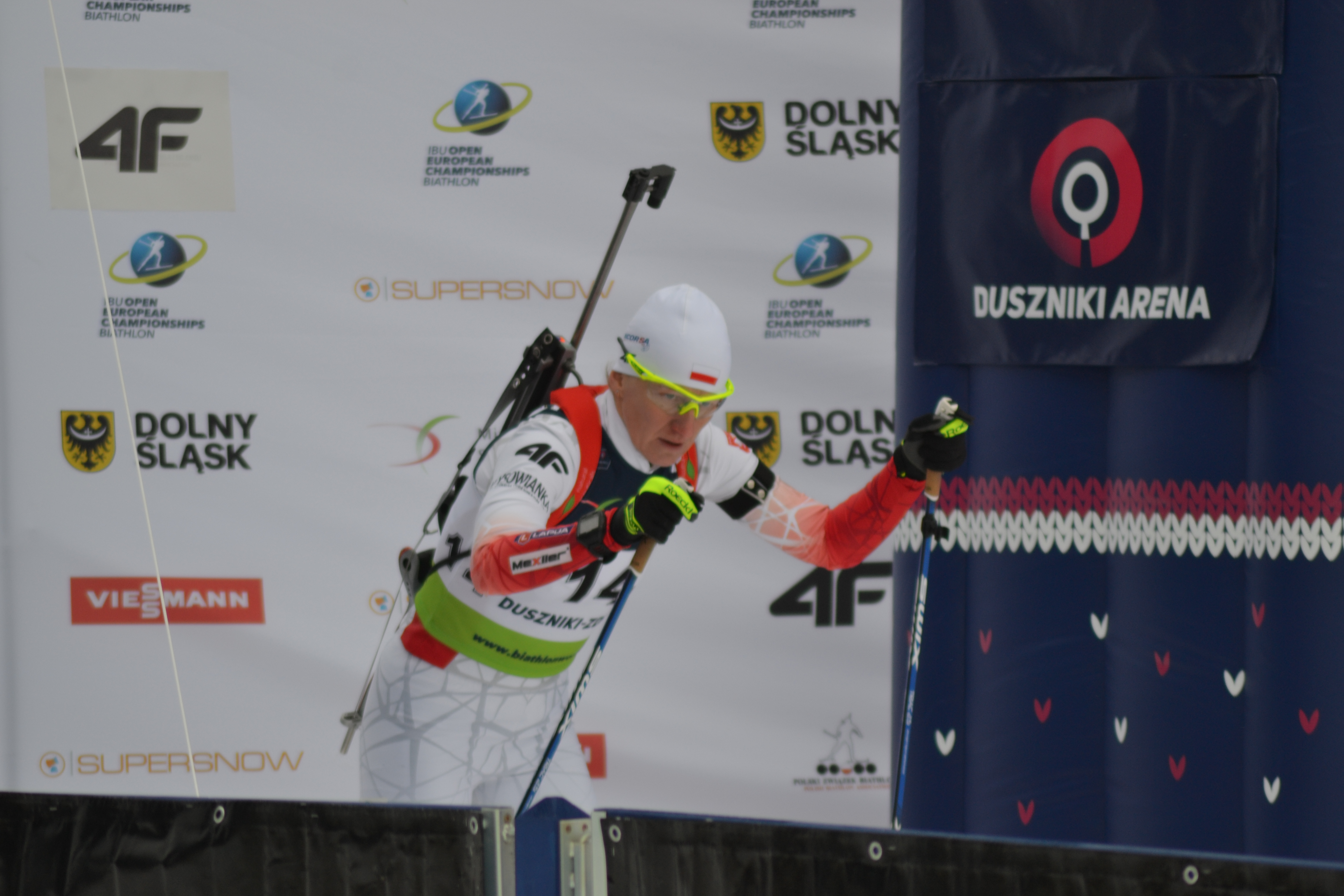
Magdalena Gwizdoń in gara agli Europei di Duszniki-Zdrój 2017

Ai Mondiali di Kontiolahti 2015 si è piazzata 56ª nell'individuale, 7ª nella sprint, 17ª nell'inseguimento, 18ª nella partenza in linea, 12ª nella staffetta e 14ª nella staffetta mista, a quelli di Oslo 2016 12ª nell'individuale, 55ª nella sprint, 30ª nell'inseguimento, 23ª nella partenza in linea e 4ª nella staffetta e a quelli di Hochfilzen 2017 37ª nell'individuale, 38ª nella sprint, 25ª nell'inseguimento e 7ª nella staffetta; l'anno dopo ai XXIII Giochi olimpici invernali di Pyeongchang 2018, sua ultima presenza olimpica, è stata 83ª nell'individuale, 56ª nella sprint, 49ª nell'inseguimento, 7ª nella staffetta e 16ª nella staffetta mista.
Ai Mondiali di Östersund 2019 si è classificata 55ª nella sprint, 46ª nell'inseguimento, 7ª nella staffetta e 9ª nella staffetta mista e a quelli di Anterselva 2020, sua ultima presenza iridata, 54ª nella sprint, 55ª nell'inseguimento e 7ª nella staffetta; ha preso per l'ultima volta il via in Coppa del Mondo l'11 marzo 2022 a Otepää in sprint (66ª) e si è ritirata all'inizio della successiva stagione 2022-2023: la sua ultima gara in carriera è stata la sprint di IBU Cup disputata il 4 dicembre 2022 a Idre Fjäll, chiusa dalla Gwizdoń al 67º posto.

## Palmarès

### Mondiali juniores
- 1 medaglia:
  - 1 bronzo (staffetta a Pokljuka 1999)

### Mondiali militari
- 2 medaglie:
  -  1 oro
  -  1 bronzo[senza fonte]

### Universiadi
- 2 medaglie[2]:
  - 2 ori (sprint, inseguimento a Innsbruck 2005)

### Europei
- 3 medaglie[2]:
  - 1 oro (sprint a Zakopane 2000)
  - 2 bronzi (inseguimento a Zakopane 2000; individuale a Bansko 2007)

### Coppa del Mondo
- Miglior piazzamento in classifica generale: 15ª nel 2013
- 8 podi (6 individuali, 2 a squadre[1]):
  - 2 vittorie (individuali)
  - 2 secondi posti (individuali)
  - 4 terzi posti (2 individuali, 2 a squadre)

#### Coppa del Mondo - vittorie
| Data             | Località              | Nazione | Spec. |
| ---------------- | --------------------- | ------- | ----- |
| 1º dicembre 2006 | Östersund             | Svezia  | SP    |
| 9 marzo 2013     | Soči Krasnaja Poljana | Russia  | SP    |

Legenda:

SP = sprint